# Goliath (sång)
För andra betydelser, se Goliat (olika betydelser).
Goliath är en låt från The Mars Voltas fjärde studioalbum The Bedlam in Goliath. Från början var den tänkt att heta "Rapid Fire Tollbooth" på gitarristen och låtskrivarens album Omar Rodríguez-Lópezs soloalbum Se Dice Bisonte, No Bùfalo, men låten blev istället Mars Voltas. Låten spelades mycket på Amputechture-turnén. Den skrevs om och ändrades lite för att passa Bedlam. "Goliath" kommer ursprungligen från ett jam fran "Roulette Dares (The Haunt Of)."
Goliath skulle bli den första singeln från albumet men bandet ändrade sig och valde istället Wax Simulacra. Den släpptes som andra singel exklusivt på USB.

## Låtlista
1. Goliath - 7:15
2. Goliath (ändrad version) – 3:57
3. Tourniquet Man (ändrad version) - 6:37
4. Back Up Against The Wall – 1:34
5. Wax Simulacra (video)(USB)
6. Goliath (video)(USB)
7. Ilyena (video)(USB)
8. Aberinkula (video)(USB)
9. Askepios (video)(USB)